# Боданинский, Усеин Абдрефиевич
Усеи́н Абдрефи́евич Бодани́нский (крымскотат. Üsein Abdurefi oğlu Bodaninskiy, Усеин Абдурефи огълу Боданинский; 1 [13] декабря 1877, Симферополь — 17 апреля 1938, Симферополь) — крымскотатарский историк, художник, искусствовед, этнограф, первый директор Бахчисарайского дворца-музея. Младший брат Али Боданинского. Жертва репрессий периода «большого террора».

## Биография
Родился 1 декабря 1877 года в Симферополе (по устаревшим сведениям — в с. Бадана, Симферопольского уезда), в крымскотатарской семье; отец — преподаватель Симферопольского народного татарского училища Абдрефи Садлаевич Боданинский. В 1888 году окончил народную школу, в 1888—1895 годах учился в татарской учительской школе в Симферополе, в 1895—1905 годах — в Строгановском училище в Москве (мастерская К. А. Коровина). По окончании Строгановки, до 1907 года, преподавал графику в Коммерческом училище Симферополя, с 1907 года — руководитель художественно-промышленной школы филиала Строгановского училища, преподавал там же рисование, заведовал учебной мастерской. С 1911 года по 1917 год работал художником-декоратором в Санкт-Петербурге.
Вернувшись в Крым в 1916 году, 31 марта организовал и возглавил Бахчисарайский отдел (кружок) Петроградского общества защиты и сохранении в России памятников искусства и старины, членами которого был создан и татарский художественно-исторический музей.
Решением Крымского временного мусульманского исполнительного комитет от 25.09.1917 Боданинский был назначен директором дворца, что было подтверждено решением представителя Временного правительства 4 (17) октября того же года, а 18 марта 1922 года был официально создан музей и Усеин Боданинский назначен его директором. Одновременно возглавлял Бахчисарайский отдел ОХРИС (комитет по делам музеев и охраны памятников искусства, старины, народного быта и природы), в 1924—1929 годах — руководил этнографическими и археологическими экспедициями музея в Кырк-Азизлер, Эски-Юрт, Старый Крым, Чуфут-Кале, опубликовал более 20 научных работ. На этой должности Боданинский пробыл до 1934 года. Его деятельность получила высокую оценку М. Волошина, который писал:

«В Бахчисарае, в Ханском дворце, превращенном в музей татарского искусства, вокруг художника Боданинского, татарина по рождению, ещё продолжают тлеть последние искры народного татарского искусства, раздуваемые дыханием нескольких человек, его охраняющих».
Боданинский участвует в летней этнографической экспедиции 1925 года и в консультационной работе при съёмке фильма «Алим» (1926), режиссёром выступил Георгий Тасин. Вот что об итогах экспедиции пишет Боданинский в дневнике:

«Экспедиция (6 человек) проехала 500 верст, посетив 64 населенных пункта Крыма. За 42 дня собрано около 150 этнографических бытовых предметов, 50 эпикрифических памятников (в виде отдельных рукописей). Записано около 1000 образцов народного фольклора, сфотографировано 200 памятников, зарисовано — 300».
Список только отдельных изданий и статей в журналах, опубликованных в 1920-е годы, достигает 10 наименований: «Памятники крымско-татарской старины» (совместно с А. С. Башкировым), «Карасубазарские памятники» (кр.тат.), «Татарские дюрбе (мавзолеи) в Крыму», «Археологическое и этнографическое изучение татар в Крыму» и др. Ряд статей и хроникальных заметок о дворце-музее, его памятниках были опубликованы в газете «Красный Крым». В 1928—1929 годах экспедиция в составе Б. Н. Засыпкина, У. Боданинского и О. Акчокраклы, раскопала остатки средневековой мечети XIV века на Чуфут-Кале.
В 1935—1937 годах Боданинский работал художником-декоратором в Москве и Грузии, пока не был арестован по обвинению в националистической деятельности в Тбилиси в 1937 году и расстрелян 17 апреля 1938 года в Симферополе.

### Семья
- Первая жена (с 1909 по 1927) — Ольга Александровна Боданинская (урождённая Фомина), окончила рижскую гимназию и Высшие курсы Лесгафта. Принимала участие в деятельности краеведческого кружка при бахчисарайском Дворце-музее, помогала мужу с организацией работы музея. Умерла 5 декабря 1927 года. Некролог на её смерть был составлен О. Акчокраклы и помещён в газете «Енъи дюнья»[6].
- Вторая жена — Анна Никитична Боданинская (1895, Новосибирск или Москва — ?), русская. Была замужем за архитектором Валерием Александровичем Фоминым (1875—1927), после смерти которого в 1928 году переехала в Бахчисарай и стала женой Усеина Боданинского. Работала в Центральном музее Тавриды, затем фотолаборантом в бахчисарайском Дворце-музее. С 1933 года семья жила в Москве. 12 декабря 1937 года арестована НКВД Крыма по статье 58-7, 8, 11 УК РСФСР: укрывала деятельность своего мужа (члена организации «Милли-Фирка»). На момент ареста — домохозяйка, проживала в Москве (Госпитальная пл., 5). Осуждена 2 августа 1938 года ОСО при НКВД СССР к 5 годам ИТЛ. Реабилитирована 5 сентября 1989 года прокуратурой Крымской области[6][7].

## Творчество
Сотрудничал с архитектором И. А. Фоминым, исполнял эскизы интерьеров и мебели. В 1910-е годы написал плафоны в доме Торгового банка, домах Я. В. Ратькова-Рожнова (набережная реки Мойки, 86-88), С. С. Абамелек-Лазарева (Миллионная, 24) и других. Автор пейзажа «Лунный вечер» (акварель, 1910), картины «Пионеры» (1930), обложки и 17 листов иллюстраций для книги «Крымские татарские детские песни» (1927; на крым.-тат. яз.). Выполнил эскизы костюмов к балету «Бахчисарайский фонтан» Б. В. Асафьева в Крымском татарском театре (1927). Являлся художником-консультантом первых игровых и документальных фильмов о жизни крымских татар: «Алим» (1926), «Ешиль-Ада» (1925—1927).

## Память
В Бахчисарайском музее регулярно проводятся международные конференции «Научные чтения памяти Усеина Боданинского», в 2013 году состоялись 5 по счёту.